# Střední odborná škola a Střední odborné učiliště Horky nad Jizerou
Střední odborná škola a Střední odborné učiliště Horky nad Jizerou je středoškolské zařízení ve Středočeském kraji, okres Mladá Boleslav. Studuje zde více než 300 studentů, kteří se vzdělávají v oblasti cestovního ruchu, potravinářských a zemědělských oborech.